# كايد مصطفى هاشم
كايد مصطفى هاشم (14 أبريل 1962 - 15 مايو 2024) أديب وصحفي أردني من مواليد عمّان. شغل منصب نائب الأمين العام للشؤون الثقافية في منتدى الفكر العربيّ في عمّان، ومدير تحرير «مجلة المنتدى» الفصلية.

## تعليم
أنهى الثانوية العامة في مدرسة عكا الثانوية بعمّان سنة 1980، وحاز درجة البكالوريس في الصحافة والإعلام (تخصص إذاعة وتلفزيون) من جامعة اليرموك في الأردن سنة 1985.

## مناصب
عَمِلَ في دائرة الأخبار بالتلفزيون الأردني، ومسؤولاً للإعلام في المجمع الملكيّ لبحوث الحضارة الإسلامية (مؤسسة آل البيت) (1989-1992)، ومنسّقاً إعلامياً للجناح الأردني في معرض إشبيلية العالمي (إكسبو 92) في إسبانيا سنة 1992، ورئيساً لقسم الاتصال والعلاقات العربية الخارجية في المعهد الدبلوماسي الأردني بعمّان (1995-1999)، ثم محرراً رئيساً في ديوان نائب رئيس مجلس الوزراء في أبو ظبي/ الإمارات العربية المتحدة (1999-2005)، ثم انتقل للعمل في منتدى الفكر العربي بعمّان؛ مساعداً لمدير الدراسات والبرامج (2005-2008). وعضو هيئة تحرير مجلة «الأردن للشؤون الدوليّة» في المعهد الدبلوماسيّ الأردنيّ، ومجلة «الدبلوماسي الأردنيّ» 2008 - 2009، وعضو هيئة تحرير مجلة «أقلام جديدة» الثقافية خلال سنتها التأسيسيّة الأولى 2006. عضو رابطة الكُتاب الأردنيين، واتحاد الأدباء والكُتاب العرب، واتحاد كُتّاب آسيا وإفريقيا وأميركا اللاتينية.
كتب في الدراسات الفكرية والأدبية والتاريخية، والنّقد. وشارك في تحقيق مجموعة من كتب التراث الأدبي العربي الحديث، وحرّر وشارك في تحرير مجموعة من كتب الدراسات الفكرية. شارك في العديد من الندوات والمؤتمرات واللقاءات الثقافية في الأردن وعدد من الدول العربيّة وبعض الدول الأجنبية، وقدّم في أكثرها أوراقًا بحثيّة، كما حاضر في عدة ملتقيات ثقافية.

## مؤلفات
من كتبه المنشورة:
- 1979 – شباب الأردن في الميزان: مساجلات الملك عبد الله بن الحسين وعبد الحليم عباس – مطبعة الشرق ومكتبتها، عمّان.
- 1984 – من بُناة النهضة الأدبيّة (تراجم أدبية) – المطبعة الوطنية، عمّان.[2]
- 1995 – قاموس المؤلفين في شرقي الأردن – دار سهم، عمّان.[3]
- 1996 – مبدعون من الأردن: ماجد ذيب غنما (نقد وتراجم) (بالاشتراك مع الأديب محمد المشايخ. طُبع في مطبعة جامعة اليرموك 1996 بدعم من وزارة الثقافة في الأردن).
- 1999 – أدب السيرة والمذكرات في الأردن (مشترك) – منشورات جامعة آل البيت، الأردن.
- 2006 – المذكّرات والرحلات، للشيخ إبراهيم القطان 1916- 1984م (إعداد وتحقيق بالاشتراك مع الأستاذ الدكتور صلاح جرار والأستاذة ريم القطان) – وزارة الثقافة، عمّان.
- 2006 – أطلال جرش: فصول في التاريخ والآثار والأدب، للبدوي الملثم - يعقوب العودات 1909-1971م (تحقيق وتقديم بالاشتراك مع الأستاذ الدكتور صلاح جرار) – منشورات جامعة جرش الأهلية، الأردن.
- 2009 – أوراق تتكلَّم (سلسلة سير وأعلام، مكتبة الأسرة الأردنيّة) – وزارة الثقافة، عمّان.[4]
- 2011 – حركة النشر وروّادها في الأردن – منشورات مديرية الثقافة، أمانة عمّان الكبرى.
- 2011 – ذكريات حياتي، لعيسى الناعوري (تحقيق وتقديم بالاشتراك مع أ.د. صلاح جرار) – وزارة الثقافة، عمّان.
- 2015 – مذكرات حسن سعيد الكرمي (1905-2007م) في الحياة والثقافة العربية (إعداد وتحرير ودراسة بالاشتراك مع سهام الكرمي) – منتدى الفكر العربي، عمّان.
- 2017 – نوافذ مشرقية من التاريخ والرحلات (دراسات) – وزارة الثقافة، عمّان.[5]
- 2019 – دولة النهضة العربية 1918-1920 (إعداد وتحرير ومشاركة في التأليف) – منتدى الفكر العربي، عمّان.
- 2019 – الكاتبون بالضوء: رسوم قلمية ومطالعات (تراجم ونقد) – المؤسسة العربية للدراسات والنشر، بيروت. (ردمك 978-614-419-999-2)[6]

## وفاته
توفي يوم الأربعاء 15 مايو 2024 عن عمر 62 عامًا.